# Devendra Banhart
Devendra Banhart Rísquez (Houston, Texas, 30 de mayo de 1981) es un músico, guitarrista y artista visual estadounidense.

## Biografía
De madre venezolana y padre estadounidense, su nombre es sinónimo de Indra, el dios del cielo, relámpago, trueno y lluvia de la mitología hindú. Fue sugerido por Prem Rawat, el maestro espiritual al que sus padres seguían. Tras el divorcio de sus padres, Devendra se mudó con su madre a Caracas. Su madre volvió a casarse y la familia se radicó en Los Ángeles cuando él tenía 14 años.
En 1997 comienza a estudiar en el San Francisco Art Institute. En el año 2000, decepcionado de sus obligaciones académicas y las restricciones del medio, abandona la escuela de arte y se muda a París, Francia. Sus primeras grabaciones fueron hechas en un equipo grabador de cuatro pistas (four-tracks) y un contestador telefónico. En este país es descubierto por el dueño de un local, quien de inmediato lo escoge para tocar en su show de indie rock. En otoño del mismo año vuelve a Estados Unidos comenzando su deambular artístico, alternando entre San Francisco y Los Ángeles, tocando en diversos lugares
Un día mientras efectuaba una prueba de sonido, en un concierto en los suburbios de Los Ángeles, casualmente lo escucha Siobhan Duffy, conocedora de los géneros musicales bluegrass y folk, además de ser una amiga de Michael Gira, quien fuese uno de los líderes del Gloom Rock de Nueva York y dueño actual de Young God Records. Devendra Banhart obsequió un disco con sus canciones a Duffy, y ésta sorprendida por su descubrimiento le envió el disco a Gira, quien tuvo la misma reacción. 
Los primeros discos de Devendra fueron lanzados por el sello Young God Records de Nueva York. Su último álbum fue lanzado por XL Recordings. La banda completa que acompaña a Banhart en sus grabaciones y conciertos se hace llamar Power Mineral (entre otros nombres) y está compuesta por Andy Cabic, Otto Hauser, Nick Castro, Kevin Barker, Noah Georgeson, Luckey Remington, y Pete Newsom. Devendra Banhart también es miembro temporal del grupo Vetiver.
Tuvo una relación sentimental con la actriz Natalie Portman, que finalizó en 2008. Portman apareció en el videoclip de la canción de Banhart Carmensita.
En 2013, en el marco de su visita a la ciudad, fue declarado Huésped de Honor de la Ciudad de Buenos Aires por la Legislatura.
En diciembre de 2022 toco en el Cusica Fest en Caracas, Venezuela, su primer concierto en el país.

## Estilo
En la música de Banhart se encuentran estilos híbridos como el Psych Folk, New Weird America, Freak Folk, entre otros. Estilos que pasan de fusiones a reducciones de Folk, Bluegrass,  Rock psicodélico, Latina 
[cita requerida], LO-FI, y la llamada reactualización Trovadoresca. El músico melómano, apunta y describe la elipsis de su realidad relativamente aceptada.  Devendra Banhart surge en el año 2002 como plena manifestación decadentista-postmoderna que fluctúa globalizada por series de intertextos que se transgreden y conectan: Naif, Bucolismo, Naturalismo, Misticismo, entre otros.
Retrae la imaginería mística del periodo Hippie, desde una nueva perspectiva, bajo un nuevo contexto. Canta desde Occidente, una voz que hace ínfulas ligeramente mestizas, pero no al mestizaje de la alteridad tercermundista sino a un mestizaje globalmente universal. Banhart es a menudo comparado con artistas tan diversos como Marc Bolan, Daniel Johnston, Billie Holiday, Syd Barrett, Manu Chao, Atahualpa Yupanqui, Nick Drake y Travis MacRae
En muchas entrevistas el mismo Banhart ha citado infinidad de veces la importante influencia de músicos provenientes del Brasil de finales de los 1960 y principios de los 1970, tales como Caetano Veloso y demás miembros del movimiento conocido como Tropicalismo.
La música de Devendra Banhart se caracteriza por el uso de simples melodías de guitarra con un acompañamiento mínimo de otros instrumentos. Sus letras son generalmente surrealistas y naturalistas. Existen en su continencia lírica un sinnúmero de referencias hacia escenas bucólicas, mantras y escenas populares. Todas depuradas por una ambigüedad, que va de la ingenuidad neohippie a la ironía postmoderna.

## Discografía
- Flying Wig (22 de septiembre de 2023)
- Refuge (con Noah Georgeson) (13 de agosto de 2021)
- Ma (13 de septiembre de 2019)
- Ape in Pink Marble (2016)
- Mala (13 de marzo de 2013)
- Carmensita - Devendra benhart (Natalie Portman)
- What Will We Be (26 de octubre de 2009).[6]
- Smokey Rolls Down Thunder Canyon (2007) colabora con Gael García Bernal en "Cristobal".
- Devendra Banhart/Jana Hunter (con Jana Hunter, Troubleman Unlimited LP, 2005).
- Cripple Crow (Young God, 2005).
- Niño Rojo (Young God, 2004).
- Rejoicing in the Hands (Young God, 2004).
- The Black Babies (UK EP) (Young God, 2003).
- Oh Me Oh My... The Way The Day Goes By, The Sun Is Setting, And Dogs And Dogs And Dogs Are Dreaming, Love Songs Of The Christmas Spirit (Young God, 2002).
- The Charles C. Leary (Hinah, 2002).

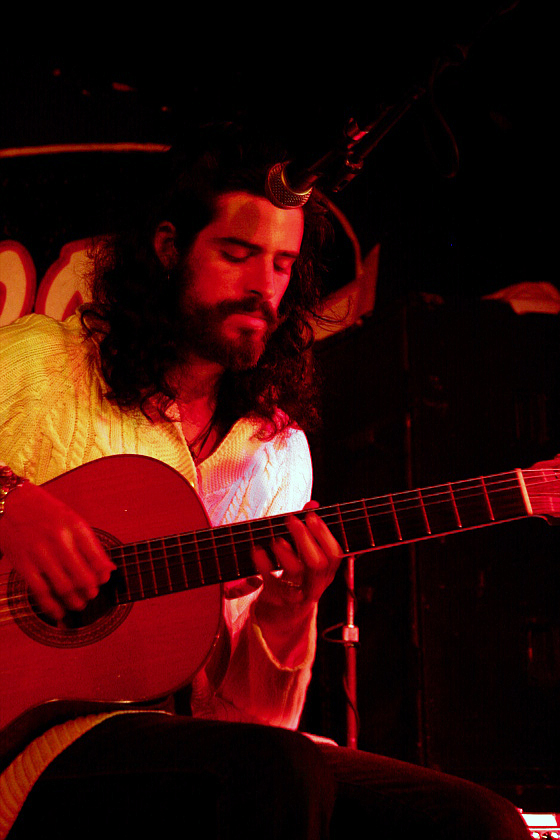

## Colaboraciones y compilaciones
- The Golden Apples of the Sun (2004)
- Jana Hunter / Devendra Banhart (con Jana Hunter, 2005)
- Spiralling (del álbum de Antony and the Johnsons 'I'm a bird now', 2005)
- Love Above All (2007)
- Remix y Covers de Xiu Xiu (2007)
- Surfing (como Megapuss con Gregory Rogove, 2008)
- Lover
- Canciones de Leonard Cohen - Beck's Record Club (2009)
- You're The One (con Adanowsky en Amador, 2010)[7]
- «Amor, amor de mis amores» (con Natalia Lafourcade en Mujer divina, homenaje a Agustín Lara, 2012).
- London, London (con Cibelle, 2006)